# Heinrich Schwabe (Bildhauer)
Heinrich Schwabe (* 30. oder 31. Oktober 1847 in Wiesbaden; † 23. Dezember 1924 in Nürnberg; vollständiger Name: Georg Heinrich Joseph Schwabe) war ein deutscher Bildhauer und Medailleur.

## Leben
Heinrich Schwabe studierte ab 1859 an der Kunstgewerbeschule Nürnberg als Schüler von August von Kreling, Wilhelm Düll und Desiderius Lenz.
Danach arbeitete er zunächst als Gehilfe im Privatatelier August von Krelings. Nach einem dreimonatigen Aufenthalt in Rom im Jahr 1869 ließ er sich als Bildhauer in München nieder. 1875 unternahm er Studienreisen nach Italien, Frankreich, der Schweiz und Österreich und wurde dann – noch vor Jahresende – auf Vermittlung August von Krelings als Professor für Bildhauerei an die Nürnberger Kunstgewerbeschule berufen, wo er bis 1907 lehrte. Danach war er weiterhin freischaffend tätig. Er starb 1924 und wurde auf dem Nürnberger Johannisfriedhof beerdigt (Grab Nr. 778).

## Werk
Zu Schwabes Werken zählen humoristische Amoretten und das Blumenspiel Er liebt mich; in seiner Münchner Zeit entstanden viele kleinere dekorative Statuetten, die er erfolgreich verkaufte. Gegen Ende der 1870er Jahre schuf er über zwei Dutzend Amoretten, die von der Königlich Sächsischen Porzellan-Manufaktur Meissen ausgeführt wurden. In Nürnberg modellierte er Medaillen für die Münzprägeanstalt Lauer. Nach seinem Ausscheiden aus dem Lehramt beschäftigte er sich vor allem mit monumentaler Plastik.
- 1886: Bronzebüste des Bildhauers Paul Francesco Koch (1845–1886) für dessen Grabmal auf dem Nürnberger Friedhof[6]
- 1887/1890: Ludwig-Eisenbahn-Denkmal in Nürnberg (mehrfach versetzt und verändert)
- 1890 Medaille Bismarck und das Berliner Reichstagsgebäude
- 1896: plastischer Schmuck für das Gebäude der Landesgewerbeanstalt in Nürnberg, Gewerbemuseumsplatz
- 1897: Denkmal für Kaiser Wilhelm I. in Erlangen, Kaiser-Wilhelm-Platz (enthüllt am 25. Juli 1897; Bronze-Teile 1942 demontiert und eingeschmolzen, Rest 1946 abgebrochen)
- 1898: Büste von Karl Grillenberger für dessen Grabmal auf dem Nürnberger Westfriedhof

sowie undatiert:
- Bronze-Statue der Pallas Athene für die Fassade des Rathauses am Fünferplatz in Nürnberg
- sechs Mosaike im Fürstenzimmer des Nürnberger Hauptbahnhofs

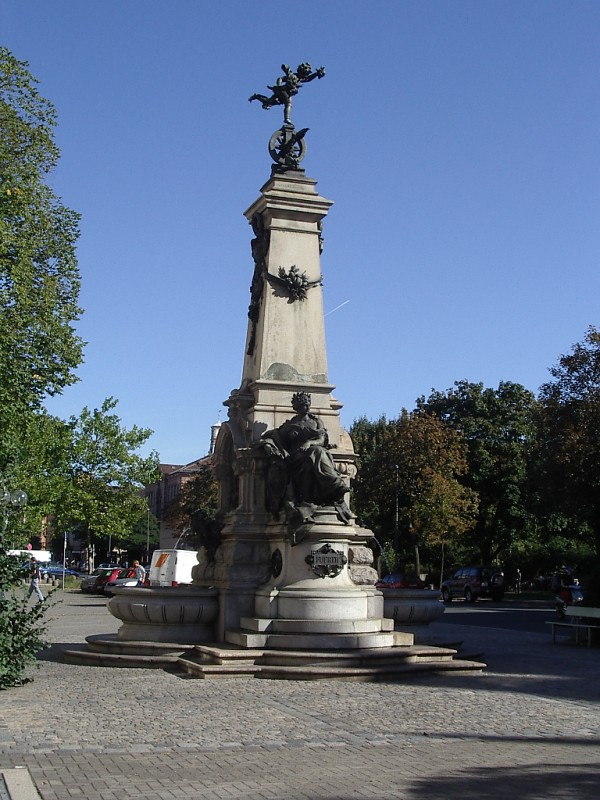
Ludwig-Eisenbahn-Denkmal in Nürnberg
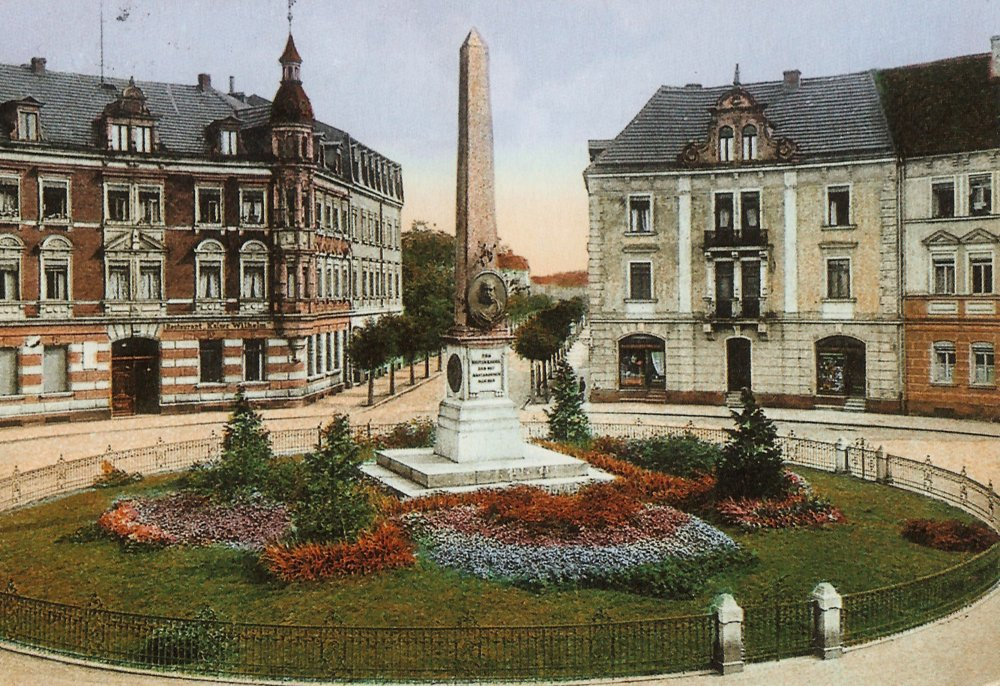
Kaiser-Wilhelm-Denkmal in Erlangen
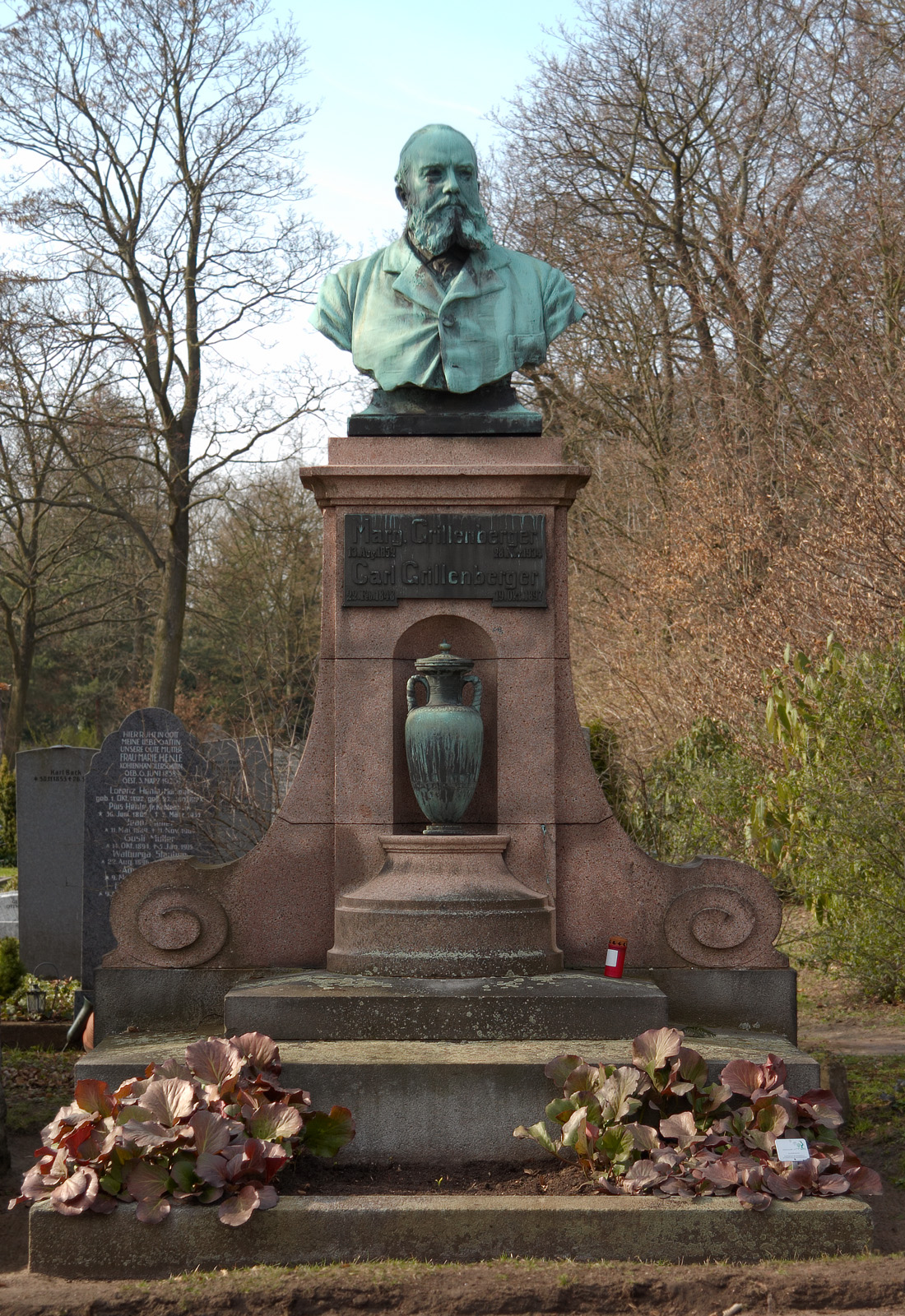
Grabmal für Karl Grillenberger in Nürnberg
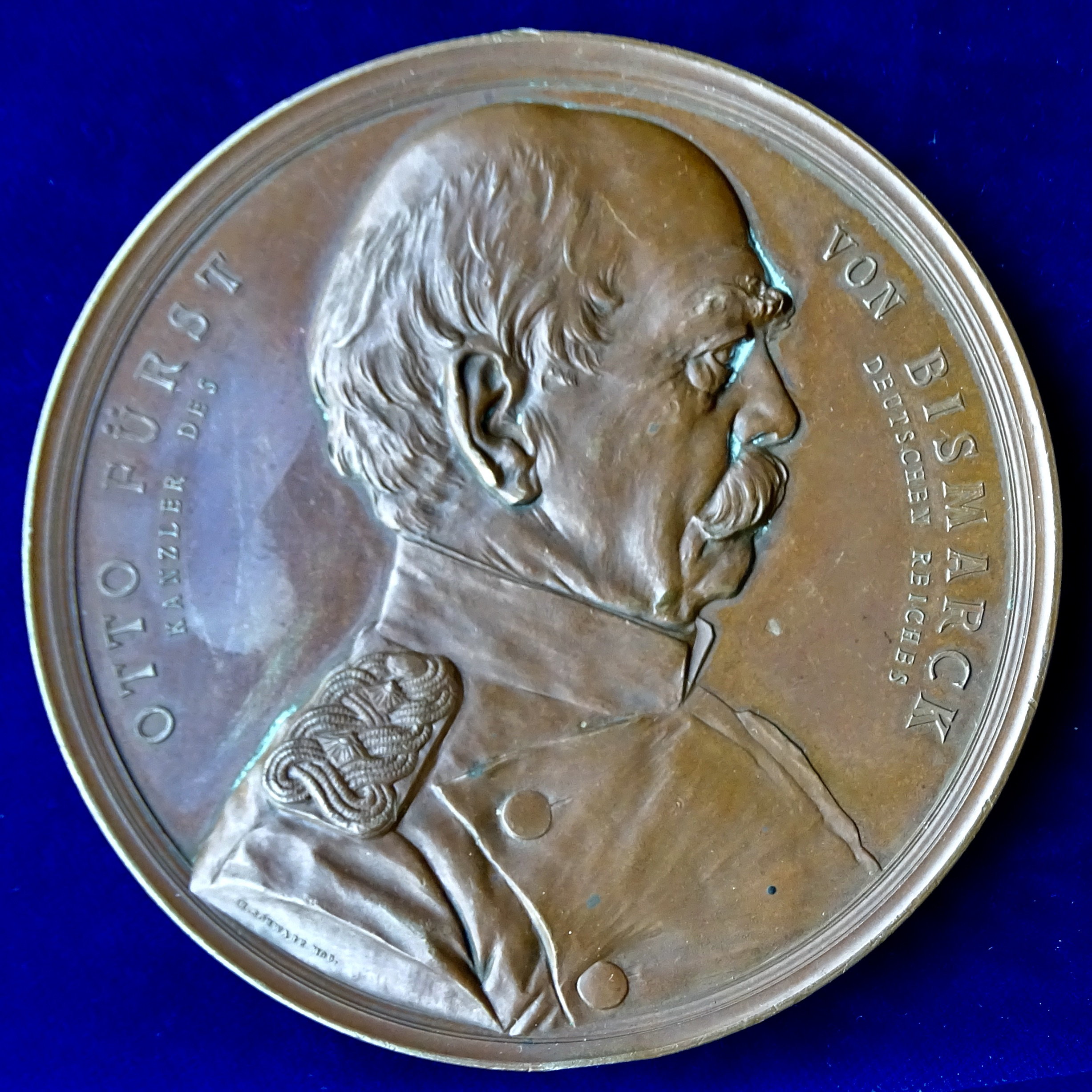
Medaille Bismarck 1890 in seinem letzten Jahr als Reichskanzler, Vorderseite
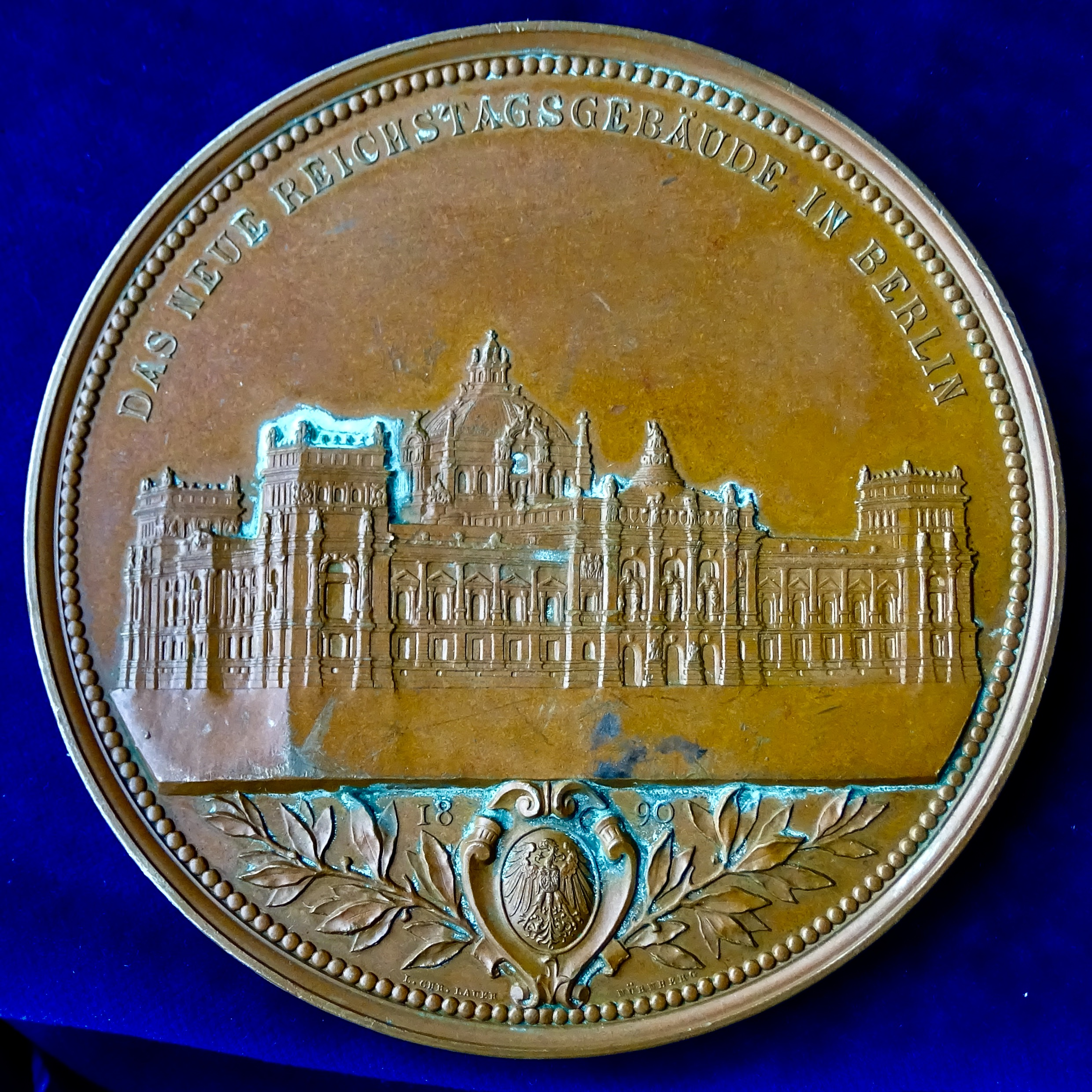
Die Rückseite dieser Medaille mit dem noch im Bau befindlichen Gebäude des Reichstags